# Вони б і мухи не скривдили
Вони б і мухи не скривдили (хорв. Oni ne bi ni mrava zgazili) — історичний роман нонфікшин Славенки Дракуліч, що вийшов у 2004 році. У ньому йдеться про суд в Гаазі над військовими злочинцями, що зруйнували колишню Югославію (див. Міжнародний трибунал для колишньої Югославії). У книзі авторка через судові прецеси досліджує мотиви неправомірних дій злочинців. Більшість із них уже засуджені.

## Синопсис
"Вони б і мухи не скривдили"  має вступний розділ, у якому пояснюється мета авторки написати цю книгу, а також говориться про вибір героїв. Дракуліч пояснює в ньому, що хотіла більше дізнатись про особистості персонажів та краще зрозуміти, що ж привело до початку Югославських війн. Авторка описує у книзі війну як несподівану трагедію, що зачіпає звичайних ні в чому не винних жителів, зокрема Боснії. Дракуліч описує військових злочинців не просто як монстрів, а як звичайних людей, що скоїли злочини через певні обставини, в яких перебували. Її погляд такий не для співчуття злочинцям, а щоб показати, що "сама війна перетворила звичайних людей [...] на злочинців через опортунізм, страх і, не менш важливо, переконання".  Ставлячись до них лише як до злочинців, неможливо повноцінно усвідомити їхню мету. Неможливо зрозуміти, чому сусіди, колеги, знайомі могли чинити такі злочини, чи чому багато хто зі злочинців вважають себе героями та шкодують лише про те, що були спіймані. Це є відображенням тези політичної теоретикині Ханни Арендт про банальність зла.   
Закінчується книга відміткою про дивне співіснування військових злочинців разом у в'язниці Схевенінген у Гаазі. Незважаючи на звірства, які вони чинили, засуджені залишили осторонь свою національність та етнічне походження. Вони створювали союзи, що базувалися на дружбі та братерстві. Директор в'язниці Тімоті Макфеден стверджував, що обвинувачені мають вважатися невинними, поки їхня провина не буде доведена. Саме тому злочинці мали кращі умови життя, ніж у будь-якій іншій європейській в'язниці. Злочинці могли дивитися телешоу рідними мовами у своїх досить просторих камерах, їх можна було часто відвідувати. Авторка зазначила невідповідність умов життя з тими злочинами, які вони чинили. Славенка Дракуліч завершила книгу, поставивши під сумнів мету війни, якщо люди, що її чинили, можуть добре ладнати, обійматися без будь-якої ворожнечі чи патріотичних почуттів за зачиненими дверима. Підсумувала вона свою думку тезою, що все ж війна була даремною.

## Нагороди
Славенка Дракуліч за цю книгу у 2005 році отримала Лейпцизьку книжкову премію за внесок до європейського взаєморозуміння. 

## Академічні відгуки
Єнс Беккер у своїй рецензії для Journal for Labor and Social Affairs in Eastern Europe говорить про Славенку Дракуліч насамперед як про югославку, що додає необхідного контексту обговоренню її книги. У рецензії Беккера найбільше хвилює те, як авторка віповідала на такі питання: чому почалася війна, яким чином розвинувся націоналізм цього покоління, чому воєнних злочинців досі вважають національними героями в їх рідних країнах. Він ствердив, що, досліджуючи бекграунд війни та її деталі, Славенка Дракуліч хотіла краще зрозуміти злочинців як людей. Таким чином вона у дослідженні позбавила Мілошенка "демонічної аури" та показала його більше інтелектуалом, цим самим вона описала злочинця більш повно, ніж якби вона говорила лише про його злочини. 

## Українські переклади
Українською мовою книга була видана у 2018 році видавництвом "Комора". Перекладала книгу Роксоляна Свято, редагувала її Оксана Плаксій. 

## Згадані особи
- Рахім Адемі
- Мілан Чаніч
- Дражен Ердемович
- Степан Грандіч
- Горан Єлісич
- Радован Караджич
- Радомир Ковач
- Радислав Крстич
- Драголюб Кунарац
- Мілан Левар
- Мір'яна Маркович
- Слободан Мілошевич
- Ратко Младич
- Мірко Норац
- Драган Обренович
- Тихомир Орешкович
- Біляна Плавшич
- Івіца Рожич
- Зоран Вукович